# ABCB6
ABCB6은 희귀 혈액형의 일종이다. 브라이언 발리프 박사에 의해 발견되었으며, 란저레이스형을 구성한다.

## 같이 보기
- ABC 수송체